# Rotbach (Löster)
Der Rotbach ist der linke Oberlauf der Löster in der Stadt Hermeskeil im rheinland-pfälzischen Landkreis Trier-Saarburg.
Er hat eine Länge von 4,1 km und ein Einzugsgebiet von 5,87 km².

## Verlauf
Der Bach entspringt oberhalb von Hermeskeil auf 548 m ü. NHN
und unterquert zunächst die Kreisstraße 100.
Er fließt dann am Industrie- und Gewerbepark Grafenwald vorbei, unterquert die Bundesstraße 327 (Hunsrückhöhenstraße), fließt durch Hermeskeil und vereinigt sich auf 468 m ü. NHN mit dem von rechts zufließenden Dörrenbach zur Löster, einem Zufluss der Prims im Einzugsgebiet der Saar.

## Zuflüsse
- Bach vom Rückersbergerhof (rechts), 0,4 km, 0,52 km²
- Tannenbach (links), 0,6 km, 0,50 km²
- Buchengraben (rechts), 0,4 km, 0,36 km²
- Wiesengraben (links), 0,7 km, 0,48 km²
- Martinusgraben (links), 0,7 km, 0,53 km²